# Campeonato de Portugal de 2015–16
O Campeonato de Portugal de 2015–16 foi a 3ª edição do Campeonato de Portugal (a primeira com esta designação), o 1º Nível não-profissional do futebol português. O seu nome de patrocínio é Campeonato de Portugal Prio.
A 1ª Fase disputou-se de 23 de Agosto de 2015 a 24 de Janeiro de 2016 e a 2ª Fase (promoção e manutenção) de 14 de Fevereiro a 15 de Maio de 2016. Os jogos para encontrar o terceiro promovido à Segunda Liga realizaram-se a 29 de Maio (1ª mão) e 4 de Junho de 2016 (2ª mão), enquanto o apuramento do campeão decorreu a 5 de Junho de 2016.

## Formato
Oitenta equipas participaram nesta prova, distribuídas numa 1ª fase por 8 grupos de 10 equipas, disputado a 2 voltas, em que os 2 primeiros classificados de cada série garantiram lugar na 2ª fase para decidir a subida à Segunda Liga. Essa segunda fase teve 2 grupos com 8 equipas. Os vencedores ascenderam à Segunda Liga (disputando uma final para decidir o Campeão), juntamente com um dos segundos classificados, apurado numa eliminatória a 2 mãos. Os restantes 8 de cada série disputaram novo campeonato, também a 2 voltas, preservando metade dos pontos da primeira fase.
Os 2 últimos de cada série desceram aos Campeonatos Distritais. Os clubes classificados na 6ª posição de cada série realizaram uma eliminatória, a 2 mãos, para decidir os restantes 4 clubes a serem despromovidos.

## Participantes
| Equipa               | Localidade                       |
| -------------------- | -------------------------------- |
| Argozelo             | Argozelo (Vimioso)               |
| Bragança             | Bragança                         |
| Camacha              | Santa Cruz (Madeira)             |
| Juv. Pedras Salgadas | Vila Pouca de Aguiar             |
| Limianos             | Ponte de Lima                    |
| Marítimo B           | Funchal                          |
| Mirandela            | Mirandela                        |
| Neves                | Vila de Punhe (Viana do Castelo) |
| Vianense             | Viana do Castelo                 |
| Vilaverdense         | Vila Verde                       |

| Equipa           | Localidade                          |
| ---------------- | ----------------------------------- |
| AD Oliveirense   | Santa Maria de Oliveira (Famalicão) |
| Arões            | Fafe                                |
| Fafe             | Fafe                                |
| Felgueiras 1932  | Felgueiras                          |
| Mondinense       | Mondim de Basto                     |
| São Martinho     | São Martinho do Campo (Santo Tirso) |
| Trofense         | Trofa                               |
| União Torcatense | São Torcato (Guimarães)             |
| Varzim B         | Póvoa de Varzim                     |
| Vizela           | Vizela                              |

| Equipa        | Localidade        |
| ------------- | ----------------- |
| Amarante      | Amarante          |
| Cinfães       | Cinfães           |
| Coimbrões     | Vila Nova de Gaia |
| Gondomar      | Gondomar          |
| Pedras Rubras | Maia              |
| Salgueiros 08 | Porto             |
| Sobrado       | Valongo           |
| Sousense      | Gondomar          |
| Tirsense      | Santo Tirso       |
| Vila Real     | Vila Real         |

| Equipa                   | Localidade                     |
| ------------------------ | ------------------------------ |
| Anadia                   | Anadia                         |
| Bustelo                  | Bustelo (Oliveira de Azeméis)  |
| Cesarense                | Cesar                          |
| Estarreja                | Estarreja                      |
| Gafanha                  | Ílhavo                         |
| Lusitânia Lourosa        | Lourosa (Santa Maria da Feira) |
| Lusitano de Vildemoinhos | Viseu                          |
| Mortágua                 | Mortágua                       |
| Oliveira de Frades       | Oliveira de Frades             |
| Sanjoanense              | São João da Madeira            |

| Equipa                 | Localidade                     |
| ---------------------- | ------------------------------ |
| Académica – S. Futebol | Coimbra                        |
| Angrense               | Angra do Heroísmo, Açores      |
| Nogueirense            | Oliveira do Hospital           |
| Oliveira do Hospital   | Oliveira do Hospital           |
| Operário               | Lagoa, Açores                  |
| Pampilhosa             | Pampilhosa do Botão (Mealhada) |
| Praiense               | Praia da Vitória, Açores       |
| SC Sabugal             | Sabugal                        |
| Sporting Ideal         | Ribeira Grande (Açores)        |
| Tourizense             | Tábua                          |

| Equipa                    | Localidade       |
| ------------------------- | ---------------- |
| Águias do Moradal         | Oleiros          |
| Alcanenense               | Alcanena         |
| Benfica de Castelo Branco | Castelo Branco   |
| Caldas                    | Caldas da Rainha |
| Crato                     | Crato            |
| Naval 1º de Maio          | Figueira da Foz  |
| Peniche                   | Peniche          |
| Sertanense                | Sertã            |
| União de Leiria           | Leiria           |
| Vitória de Sernache       | Sertã            |

| Equipa               | Localidade      |
| -------------------- | --------------- |
| 1º de Dezembro       | Sintra          |
| Atlético da Malveira | Malveira        |
| Casa Pia             | Lisboa          |
| Coruchense           | Coruche         |
| Eléctrico            | Ponte de Sôr    |
| Loures               | Loures          |
| Real Massamá         | Queluz (Sintra) |
| Sacavenense          | Sacavém         |
| Sintrense            | Sintra          |
| Torreense            | Torres Vedras   |

| Equipa                | Localidade                 |
| --------------------- | -------------------------- |
| Almancilense          | Almancil (Loulé)           |
| Atlético de Reguengos | Reguengos de Monsaraz      |
| Barreirense           | Barreiro                   |
| Castrense             | Castro Verde               |
| Cova da Piedade       | Almada                     |
| Juventude de Évora    | Évora                      |
| Louletano             | Loulé                      |
| Lusitano VRSA         | Vila Real de Santo António |
| Moura AC              | Moura                      |
| Pinhalnovense         | Pinhal Novo                |

| Equipa               | Localidade                       |
| -------------------- | -------------------------------- |
| Argozelo             | Argozelo (Vimioso)               |
| Bragança             | Bragança                         |
| Camacha              | Santa Cruz (Madeira)             |
| Juv. Pedras Salgadas | Vila Pouca de Aguiar             |
| Limianos             | Ponte de Lima                    |
| Marítimo B           | Funchal                          |
| Mirandela            | Mirandela                        |
| Neves                | Vila de Punhe (Viana do Castelo) |
| Vianense             | Viana do Castelo                 |
| Vilaverdense         | Vila Verde                       |

| Equipa           | Localidade                          |
| ---------------- | ----------------------------------- |
| AD Oliveirense   | Santa Maria de Oliveira (Famalicão) |
| Arões            | Fafe                                |
| Fafe             | Fafe                                |
| Felgueiras 1932  | Felgueiras                          |
| Mondinense       | Mondim de Basto                     |
| São Martinho     | São Martinho do Campo (Santo Tirso) |
| Trofense         | Trofa                               |
| União Torcatense | São Torcato (Guimarães)             |
| Varzim B         | Póvoa de Varzim                     |
| Vizela           | Vizela                              |

| Equipa        | Localidade        |
| ------------- | ----------------- |
| Amarante      | Amarante          |
| Cinfães       | Cinfães           |
| Coimbrões     | Vila Nova de Gaia |
| Gondomar      | Gondomar          |
| Pedras Rubras | Maia              |
| Salgueiros 08 | Porto             |
| Sobrado       | Valongo           |
| Sousense      | Gondomar          |
| Tirsense      | Santo Tirso       |
| Vila Real     | Vila Real         |

| Equipa                   | Localidade                     |
| ------------------------ | ------------------------------ |
| Anadia                   | Anadia                         |
| Bustelo                  | Bustelo (Oliveira de Azeméis)  |
| Cesarense                | Cesar                          |
| Estarreja                | Estarreja                      |
| Gafanha                  | Ílhavo                         |
| Lusitânia Lourosa        | Lourosa (Santa Maria da Feira) |
| Lusitano de Vildemoinhos | Viseu                          |
| Mortágua                 | Mortágua                       |
| Oliveira de Frades       | Oliveira de Frades             |
| Sanjoanense              | São João da Madeira            |

| Equipa                 | Localidade                     |
| ---------------------- | ------------------------------ |
| Académica – S. Futebol | Coimbra                        |
| Angrense               | Angra do Heroísmo, Açores      |
| Nogueirense            | Oliveira do Hospital           |
| Oliveira do Hospital   | Oliveira do Hospital           |
| Operário               | Lagoa, Açores                  |
| Pampilhosa             | Pampilhosa do Botão (Mealhada) |
| Praiense               | Praia da Vitória, Açores       |
| SC Sabugal             | Sabugal                        |
| Sporting Ideal         | Ribeira Grande (Açores)        |
| Tourizense             | Tábua                          |

| Equipa                    | Localidade       |
| ------------------------- | ---------------- |
| Águias do Moradal         | Oleiros          |
| Alcanenense               | Alcanena         |
| Benfica de Castelo Branco | Castelo Branco   |
| Caldas                    | Caldas da Rainha |
| Crato                     | Crato            |
| Naval 1º de Maio          | Figueira da Foz  |
| Peniche                   | Peniche          |
| Sertanense                | Sertã            |
| União de Leiria           | Leiria           |
| Vitória de Sernache       | Sertã            |

| Equipa               | Localidade      |
| -------------------- | --------------- |
| 1º de Dezembro       | Sintra          |
| Atlético da Malveira | Malveira        |
| Casa Pia             | Lisboa          |
| Coruchense           | Coruche         |
| Eléctrico            | Ponte de Sôr    |
| Loures               | Loures          |
| Real Massamá         | Queluz (Sintra) |
| Sacavenense          | Sacavém         |
| Sintrense            | Sintra          |
| Torreense            | Torres Vedras   |

| Equipa                | Localidade                 |
| --------------------- | -------------------------- |
| Almancilense          | Almancil (Loulé)           |
| Atlético de Reguengos | Reguengos de Monsaraz      |
| Barreirense           | Barreiro                   |
| Castrense             | Castro Verde               |
| Cova da Piedade       | Almada                     |
| Juventude de Évora    | Évora                      |
| Louletano             | Loulé                      |
| Lusitano VRSA         | Vila Real de Santo António |
| Moura AC              | Moura                      |
| Pinhalnovense         | Pinhal Novo                |

## 1ª Fase

### Série A
| #  | Equipa           | J  | V | E | D  | GP | GC | SG  | Pts | Classificação   |
| -- | ---------------- | -- | - | - | -- | -- | -- | --- | --- | --------------- |
| 1  | Bragança (A)     | 18 | 9 | 7 | 2  | 32 | 14 | +18 | 34  | Fase Promoção   |
| 2  | Vilaverdense (A) | 18 | 9 | 6 | 3  | 28 | 18 | +10 | 33  | Fase Promoção   |
| 3  | Pedras Salgadas  | 18 | 9 | 5 | 4  | 25 | 16 | +9  | 32  | Fase Manutenção |
| 4  | Mirandela        | 18 | 8 | 5 | 5  | 32 | 17 | +15 | 29  | Fase Manutenção |
| 5  | Limianos         | 18 | 7 | 7 | 4  | 22 | 20 | +2  | 28  | Fase Manutenção |
| 6  | Marítimo B       | 18 | 7 | 4 | 7  | 20 | 17 | +3  | 25  | Fase Manutenção |
| 7  | Camacha          | 18 | 4 | 7 | 7  | 20 | 23 | −3  | 19  | Fase Manutenção |
| 8  | Vianense         | 18 | 3 | 8 | 7  | 15 | 23 | −8  | 17  | Fase Manutenção |
| 9  | Argozelo         | 18 | 3 | 6 | 9  | 19 | 34 | −15 | 15  | Fase Manutenção |
| 10 | Neves            | 18 | 3 | 1 | 14 | 20 | 51 | −31 | 10  | Fase Manutenção |

Última atualização em 23 Janeiro 2016
Fonte: [carece de fontes?]
Regras para classificação: 1º pontos; 2º saldo de gols; 3º gols pró.
(C) = Campeão; (R) = Rebaixado; (P) = Promovido; (O) = Vencedor do play-off; (A) = Classificado para a próxima fase. 
Somente aplicável se a temporada não tiver terminado: 
(Q) = Classificado para a fase do torneio indicada; (TQ) = Classificado para o torneio, mas não para a fase indicada; (DQ) = Desclassificado do torneio.

|              | BRA | VILA | PED | MIR | LIM | MAR | CAM | VIAN | ARG | NEV |
| ------------ | --- | ---- | --- | --- | --- | --- | --- | ---- | --- | --- |
| Bragança     |     | 1–1  | 2–2 | 1–0 | 1–1 | 2–0 | 3–0 | 1–0  | 2–0 | 7–0 |
| Vilaverdense | 2–1 |      | 0–0 | 2–1 | 3–1 | 3–1 | 2–1 | 3–0  | 1–1 | 3–0 |
| P. Salgadas  | 1–1 | 1–0  |     | 3–1 | 1–0 | 1–0 | 3–1 | 1–0  | 2–1 | 3–4 |
| Mirandela    | 1–1 | 3–0  | 2–1 |     | 1–1 | 1–0 | 3–1 | 1–1  | 5–0 | 2–0 |
| Limianos     | 1–0 | 2–1  | 2–1 | 2–2 |     | 1–0 | 0–0 | 1–1  | 2–0 | 2–1 |
| Marítimo B   | 0–2 | 0–0  | 0–0 | 1–0 | 3–1 |     | 0–2 | 1–1  | 2–0 | 4–0 |
| Camacha      | 1–1 | 1–2  | 0–2 | 1–1 | 0–0 | 1–1 |     | 3–0  | 2–1 | 0–0 |
| Vianense     | 1–1 | 1–1  | 2–0 | 0–2 | 1–1 | 0–2 | 1–0 |      | 1–1 | 4–0 |
| Argozelo     | 0–1 | 2–2  | 0–0 | 2–1 | 2–1 | 1–3 | 3–3 | 1–1  |     | 2–4 |
| Neves        | 3–4 | 1–2  | 0–3 | 0–5 | 2–3 | 1–2 | 0–3 | 3–0  | 1–2 |     |

Última atualização em 23 Janeiro 2016.
Fonte: [carece de fontes?]
1O time da casa (mandante) está listado na coluna da esquerda.
Cores:      Azul = time da casa vence;      Amarelo = empate;      Vermelho = time visitante vence.

### Série B
| #  | Equipa           | J  | V  | E | D  | GP | GC | SG  | Pts | Classificação   |
| -- | ---------------- | -- | -- | - | -- | -- | -- | --- | --- | --------------- |
| 1  | Fafe (A)         | 18 | 11 | 5 | 2  | 35 | 15 | +20 | 38  | Fase Promoção   |
| 2  | Vizela (A)       | 18 | 10 | 5 | 3  | 24 | 13 | +11 | 35  | Fase Promoção   |
| 3  | AD Oliveirense   | 18 | 9  | 4 | 5  | 25 | 15 | +10 | 31  | Fase Manutenção |
| 4  | Trofense         | 18 | 8  | 2 | 8  | 24 | 22 | +2  | 26  | Fase Manutenção |
| 5  | Felgueiras 1932  | 18 | 6  | 7 | 5  | 15 | 18 | −3  | 25  | Fase Manutenção |
| 6  | São Martinho     | 18 | 5  | 8 | 5  | 22 | 19 | +3  | 23  | Fase Manutenção |
| 7  | União Torcatense | 18 | 5  | 5 | 8  | 17 | 28 | −11 | 20  | Fase Manutenção |
| 8  | Arões            | 18 | 4  | 6 | 8  | 16 | 23 | −7  | 18  | Fase Manutenção |
| 9  | Mondinense       | 18 | 5  | 2 | 11 | 22 | 32 | −10 | 17  | Fase Manutenção |
| 10 | Varzim B         | 18 | 4  | 2 | 12 | 20 | 35 | −15 | 14  | Fase Manutenção |

Última atualização em 23 Janeiro 2016
Fonte: [carece de fontes?]
Regras para classificação: 1º pontos; 2º saldo de gols; 3º gols pró.
(C) = Campeão; (R) = Rebaixado; (P) = Promovido; (O) = Vencedor do play-off; (A) = Classificado para a próxima fase. 
Somente aplicável se a temporada não tiver terminado: 
(Q) = Classificado para a fase do torneio indicada; (TQ) = Classificado para o torneio, mas não para a fase indicada; (DQ) = Desclassificado do torneio.

|                    | FAF | VIZ | OLI | TRO | FEL | MAR | TOR | ARO | MON | VAR |
| ------------------ | --- | --- | --- | --- | --- | --- | --- | --- | --- | --- |
| Fafe               |     | 1–2 | 0–3 | 2–1 | 0–0 | 2–1 | 6–0 | 1–1 | 6–1 | 1–0 |
| Vizela             | 1–1 |     | 2–1 | 1–2 | 1–0 | 0–0 | 2–0 | 4–1 | 0–3 | 1–0 |
| AD Oliveirense     | 0–1 | 1–0 |     | 1–0 | 0–0 | 1–0 | 2–0 | 1–2 | 2–1 | 2–3 |
| Trofense           | 0–1 | 1–1 | 2–1 |     | 1–2 | 0–0 | 1–0 | 1–0 | 4–2 | 1–2 |
| FC Felgueiras 1932 | 3–3 | 0–2 | 0–3 | 1–0 |     | 0–2 | 2–2 | 1–0 | 0–1 | 1–0 |
| S. Martinho        | 0–0 | 0–1 | 1–1 | 0–3 | 1–1 |     | 1–1 | 2–1 | 3–0 | 4–1 |
| U. Torcatense      | 0–1 | 1–1 | 0–2 | 1–2 | 0–0 | 4–3 |     | 0–0 | 1–0 | 2–1 |
| Arões SC           | 1–2 | 0–0 | 0–0 | 2–1 | 0–1 | 1–1 | 1–2 |     | 1–1 | 3–1 |
| Mondinense         | 1–3 | 0–1 | 1–2 | 1–2 | 1–2 | 1–1 | 3–2 | 3–0 |     | 1–0 |
| Varzim B           | 0–4 | 1–4 | 2–2 | 4–2 | 1–1 | 1–2 | 0–1 | 1–2 | 2–1 |     |

Última atualização em 29 Janeiro 2016.
Fonte: [carece de fontes?]
1O time da casa (mandante) está listado na coluna da esquerda.
Cores:      Azul = time da casa vence;      Amarelo = empate;      Vermelho = time visitante vence.

### Série C
| #  | Equipa            | J  | V | E | D | GP | GC | SG  | Pts | Classificação   |
| -- | ----------------- | -- | - | - | - | -- | -- | --- | --- | --------------- |
| 1  | Gondomar (A)      | 18 | 9 | 6 | 3 | 25 | 16 | +9  | 33  | Fase Promoção   |
| 2  | Pedras Rubras (A) | 18 | 7 | 8 | 3 | 31 | 19 | +12 | 29  | Fase Promoção   |
| 3  | Salgueiros 08     | 18 | 8 | 4 | 6 | 24 | 18 | +6  | 28  | Fase Manutenção |
| 4  | Vila Real         | 18 | 7 | 6 | 5 | 22 | 22 | 0   | 27  | Fase Manutenção |
| 5  | Cinfães           | 18 | 7 | 6 | 5 | 25 | 16 | +9  | 27  | Fase Manutenção |
| 6  | Amarante          | 18 | 5 | 6 | 7 | 23 | 24 | −1  | 21  | Fase Manutenção |
| 7  | Tirsense          | 18 | 4 | 7 | 7 | 18 | 25 | −7  | 19  | Fase Manutenção |
| 8  | Sobrado           | 18 | 4 | 6 | 8 | 15 | 26 | −11 | 18  | Fase Manutenção |
| 9  | Sousense          | 18 | 4 | 6 | 8 | 15 | 25 | −10 | 18  | Fase Manutenção |
| 10 | Coimbrões         | 18 | 4 | 5 | 9 | 19 | 26 | −7  | 17  | Fase Manutenção |

Última atualização em 23 Janeiro 2016
Fonte: [carece de fontes?]
Regras para classificação: 1º pontos; 2º saldo de gols; 3º gols pró.
(C) = Campeão; (R) = Rebaixado; (P) = Promovido; (O) = Vencedor do play-off; (A) = Classificado para a próxima fase. 
Somente aplicável se a temporada não tiver terminado: 
(Q) = Classificado para a fase do torneio indicada; (TQ) = Classificado para o torneio, mas não para a fase indicada; (DQ) = Desclassificado do torneio.

|                  | GON | PED | SAL | VIL | CIN | AMA | TIR | SOB | SOU | COI |
| ---------------- | --- | --- | --- | --- | --- | --- | --- | --- | --- | --- |
| Gondomar         |     | 1–1 | 1–0 | 3–0 | 2–2 | 1–1 | 2–1 | 1–1 | 0–1 | 1–2 |
| FC Pedras Rubras | 3–0 |     | 2–2 | 2–2 | 1–0 | 3–3 | 1–1 | 1–1 | 1–1 | 1–1 |
| SC Salgueiros 08 | 1–2 | 3–2 |     | 3–1 | 2–0 | 1–0 | 1–1 | 0–1 | 1–1 | 2–1 |
| Vila Real        | 0–0 | 0–2 | 1–0 |     | 3–1 | 1–1 | 1–1 | 1–0 | 2–0 | 1–0 |
| Cinfães          | 1–1 | 2–0 | 0–1 | 1–1 |     | 2–1 | 3–2 | 3–0 | 4–0 | 0–0 |
| Amarante         | 0–3 | 1–0 | 0–2 | 2–3 | 0–2 |     | 1–1 | 3–0 | 2–2 | 1–0 |
| Tirsense         | 0–1 | 0–2 | 3–3 | 1–0 | 0–3 | 0–3 |     | 1–1 | 1–1 | 1–0 |
| Sobrado          | 1–2 | 0–4 | 0–2 | 1–1 | 1–0 | 2–1 | 1–2 |     | 3–0 | 1–1 |
| UD Sousense      | 0–1 | 0–2 | 1–0 | 2–1 | 0–0 | 1–1 |     | 2–0 |     | 1–2 |
| SC Coimbrões     | 1–3 | 1–3 | 1–0 | 2–3 | 1–1 | 0–2 | 1–2 | 1–1 | 4–2 |     |

Última atualização em 29 Janeiro 2016.
Fonte: [carece de fontes?]
1O time da casa (mandante) está listado na coluna da esquerda.
Cores:      Azul = time da casa vence;      Amarelo = empate;      Vermelho = time visitante vence.

### Série D
| #  | Equipa                   | J  | V  | E | D  | GP | GC | SG  | Pts | Classificação   |
| -- | ------------------------ | -- | -- | - | -- | -- | -- | --- | --- | --------------- |
| 1  | Estarreja (A)            | 18 | 13 | 5 | 0  | 38 | 14 | +24 | 44  | Fase Promoção   |
| 2  | Anadia (A)               | 18 | 9  | 4 | 5  | 36 | 26 | +10 | 31  | Fase Promoção   |
| 3  | Sanjoanense              | 18 | 8  | 5 | 5  | 27 | 20 | +7  | 29  | Fase Manutenção |
| 4  | Lusitano de Vildemoinhos | 18 | 8  | 5 | 5  | 33 | 23 | +10 | 29  | Fase Manutenção |
| 5  | Cesarense                | 18 | 5  | 7 | 6  | 26 | 24 | +2  | 22  | Fase Manutenção |
| 6  | Oliveira de Frades       | 18 | 5  | 5 | 8  | 21 | 32 | −11 | 20  | Fase Manutenção |
| 7  | Mortágua                 | 18 | 4  | 7 | 7  | 22 | 36 | −14 | 19  | Fase Manutenção |
| 8  | Lusitânia Lourosa        | 18 | 4  | 7 | 7  | 22 | 28 | −6  | 19  | Fase Manutenção |
| 9  | Gafanha                  | 18 | 2  | 9 | 7  | 18 | 26 | −8  | 15  | Fase Manutenção |
| 10 | Bustelo                  | 18 | 3  | 4 | 11 | 19 | 33 | −14 | 13  | Fase Manutenção |

Última atualização em 23 Janeiro 2016
Fonte: [carece de fontes?]
Regras para classificação: 1º pontos; 2º saldo de gols; 3º gols pró.
(C) = Campeão; (R) = Rebaixado; (P) = Promovido; (O) = Vencedor do play-off; (A) = Classificado para a próxima fase. 
Somente aplicável se a temporada não tiver terminado: 
(Q) = Classificado para a fase do torneio indicada; (TQ) = Classificado para o torneio, mas não para a fase indicada; (DQ) = Desclassificado do torneio.

|                          | EST | ANA | SAN | LUS | CES | OLI | MOR | LUL | GAF | BUS |
| ------------------------ | --- | --- | --- | --- | --- | --- | --- | --- | --- | --- |
| Estarreja                |     | 4–2 | 1–0 | 0–0 | 2–0 | 5–0 | 1–1 | 1–0 | 3–0 | 1–0 |
| Anadia                   | 0–1 |     | 2–1 | 0–1 | 2–1 | 7–1 | 2–3 | 3–0 | 2–1 | 0–3 |
| AD Sanjoanense           | 2–2 | 2–2 |     | 1–0 | 1–2 | 0–0 | 3–0 | 1–2 | 0–0 | 2–1 |
| Lusitano de Vildemoinhos | 1–3 | 2–2 | 2–3 |     | 2–2 | 0–0 | 3–0 | 4–3 | 2–1 | 4–0 |
| Cesarense                | 2–3 | 1–2 | 0–3 | 1–1 |     | 3–1 | 5–0 | 0–0 | 2–2 | 2–0 |
| Oliveira de Frades       | 3–3 | 0–3 | 1–2 | 0–1 | 2–1 |     | 1–2 | 1–0 | 4–2 | 0–0 |
| Mortágua                 | 0–1 | 1–1 | 1–2 | 1–6 | 1–2 | 2–2 |     | 2–0 | 2–2 | 2–1 |
| Lusitânia Lourosa        | 2–2 | 2–2 | 2–1 | 2–0 | 1–1 | 0–3 | 2–2 |     | 0–0 | 4–2 |
| Gafanha                  | 0–1 | 2–3 | 1–1 | 1–3 | 0–0 | 1–0 | 1–1 | 0–0 |     | 2–0 |
| Bustelo                  | 1–4 | 0–1 | 1–2 | 3–1 | 1–1 | 0–2 | 1–1 | 3–2 | 2–2 |     |

Última atualização em 30 Janeiro 2016.
Fonte: [carece de fontes?]
1O time da casa (mandante) está listado na coluna da esquerda.
Cores:      Azul = time da casa vence;      Amarelo = empate;      Vermelho = time visitante vence.

### Série E
| #  | Equipa                 | J  | V  | E | D  | GP | GC | SG  | Pts | Classificação   |
| -- | ---------------------- | -- | -- | - | -- | -- | -- | --- | --- | --------------- |
| 1  | Praiense (A)           | 18 | 11 | 2 | 5  | 36 | 22 | +14 | 35  | Fase Promoção   |
| 2  | Angrense (A)           | 18 | 9  | 4 | 5  | 30 | 20 | +10 | 31  | Fase Promoção   |
| 3  | Operário               | 18 | 9  | 3 | 6  | 32 | 19 | +13 | 30  | Fase Manutenção |
| 4  | Nogueirense            | 18 | 9  | 2 | 7  | 29 | 33 | −4  | 29  | Fase Manutenção |
| 5  | Sporting Ideal         | 18 | 6  | 7 | 5  | 27 | 20 | +7  | 25  | Fase Manutenção |
| 6  | Oliveira do Hospital   | 18 | 5  | 8 | 5  | 25 | 31 | −6  | 23  | Fase Manutenção |
| 7  | Pampilhosa             | 18 | 6  | 3 | 9  | 23 | 30 | −7  | 21  | Fase Manutenção |
| 8  | Tourizense             | 18 | 4  | 7 | 7  | 15 | 26 | −11 | 19  | Fase Manutenção |
| 9  | Académica – S. Futebol | 18 | 5  | 3 | 10 | 25 | 38 | −13 | 18  | Fase Manutenção |
| 10 | SC Sabugal             | 18 | 4  | 5 | 9  | 25 | 28 | −3  | 17  | Fase Manutenção |

Última atualização em 23 Janeiro 2016
Fonte: [carece de fontes?]
Regras para classificação: 1º pontos; 2º saldo de gols; 3º gols pró.
(C) = Campeão; (R) = Rebaixado; (P) = Promovido; (O) = Vencedor do play-off; (A) = Classificado para a próxima fase. 
Somente aplicável se a temporada não tiver terminado: 
(Q) = Classificado para a fase do torneio indicada; (TQ) = Classificado para o torneio, mas não para a fase indicada; (DQ) = Desclassificado do torneio.

|                      | PRA | ANG | OPE | NOG | IDE | OLI | PAM | TOU | ACA | SAB |
| -------------------- | --- | --- | --- | --- | --- | --- | --- | --- | --- | --- |
| SC Praiense          |     | 2–1 | 2–2 | 1–2 | 2–0 | 1–0 | 1–1 | 3–0 | 2–0 | 3–2 |
| SC Angrense          | 3–2 |     | 2–1 | 2–1 | 2–1 | 3–0 | 2–1 | 0–1 | 3–1 | 1–1 |
| Operário             | 1–3 | 1–0 |     | 2–0 | 0–0 | 2–0 | 1–0 | 1–1 | 1–2 | 1–2 |
| AD Nogueirense       | 2–1 | 1–0 | 1–7 |     | 3–0 | 0–3 | 3–2 | 1–1 | 3–2 | 4–3 |
| Sporting Ideal       | 2–0 | 2–2 | 3–0 | 0–0 |     | 2–2 | 3–1 | 1–1 | 5–0 | 1–3 |
| Oliveira do Hospital | 1–4 | 1–1 | 0–4 | 4–3 | 2–2 |     | 0–0 | 1–0 | 2–2 | 1–0 |
| FC Pampilhosa        | 1–2 | 1–5 | 0–1 | 3–2 | 1–0 | 2–2 |     | 2–1 | 2–0 | 2–1 |
| GD Tourizense        | 1–4 | 0–0 | 2–1 | 2–0 | 0–3 | 1–1 | 0–2 |     | 1–1 | 1–1 |
| Académica            | 3–2 | 3–2 | 1–3 | 0–1 | 1–2 | 2–3 | 1–0 | 4–1 |     | 1–1 |
| Sabugal              | 0–1 | 0–1 | 0–3 | 0–2 | 0–0 | 2–2 | 5–2 | 0–1 | 4–1 |     |

Última atualização em 30 Janeiro 2016.
Fonte: [carece de fontes?]
1O time da casa (mandante) está listado na coluna da esquerda.
Cores:      Azul = time da casa vence;      Amarelo = empate;      Vermelho = time visitante vence.

### Série F
| #  | Equipa                        | J  | V  | E | D  | GP | GC | SG  | Pts | Classificação   |
| -- | ----------------------------- | -- | -- | - | -- | -- | -- | --- | --- | --------------- |
| 1  | União de Leiria (A)           | 18 | 13 | 4 | 1  | 29 | 6  | +23 | 43  | Fase Promoção   |
| 2  | Benfica de Castelo Branco (A) | 18 | 10 | 4 | 4  | 20 | 12 | +8  | 34  | Fase Promoção   |
| 3  | Caldas                        | 18 | 8  | 7 | 3  | 25 | 11 | +14 | 31  | Fase Manutenção |
| 4  | Peniche                       | 18 | 8  | 2 | 8  | 19 | 22 | −3  | 26  | Fase Manutenção |
| 5  | Alcanenense                   | 18 | 7  | 5 | 6  | 19 | 19 | 0   | 26  | Fase Manutenção |
| 6  | Naval 1º de Maio              | 18 | 5  | 6 | 7  | 14 | 15 | −1  | 21  | Fase Manutenção |
| 7  | Sertanense                    | 18 | 5  | 5 | 8  | 19 | 19 | 0   | 20  | Fase Manutenção |
| 8  | Vitória de Sernache           | 18 | 5  | 5 | 8  | 18 | 26 | −8  | 20  | Fase Manutenção |
| 9  | Águias do Moradal             | 18 | 3  | 6 | 9  | 20 | 33 | −13 | 15  | Fase Manutenção |
| 10 | Crato                         | 18 | 2  | 4 | 12 | 11 | 31 | −20 | 10  | Fase Manutenção |

Última atualização em 23 Janeiro 2016
Fonte: [carece de fontes?]
Regras para classificação: 1º pontos; 2º saldo de gols; 3º gols pró.
(C) = Campeão; (R) = Rebaixado; (P) = Promovido; (O) = Vencedor do play-off; (A) = Classificado para a próxima fase. 
Somente aplicável se a temporada não tiver terminado: 
(Q) = Classificado para a fase do torneio indicada; (TQ) = Classificado para o torneio, mas não para a fase indicada; (DQ) = Desclassificado do torneio.

|                           | LEI | BEN | CAL | PEN | ALC | NAV | SER | VIT | AGU | CRA |
| ------------------------- | --- | --- | --- | --- | --- | --- | --- | --- | --- | --- |
| União de Leiria           |     | 3–0 | 0–0 | 1–0 | 0–0 | 0–0 | 1–0 | 5–1 | 6–2 | 3–1 |
| Benfica de Castelo Branco | 1–0 |     | 1–2 | 2–0 | 3–0 | 2–1 | 1–0 | 2–1 | 2–1 | 3–0 |
| Caldas                    | 0–0 | 0–1 |     | 1–0 | 3–0 | 0–0 | 1–0 | 1–2 | 5–0 | 2–2 |
| Peniche                   | 1–2 | 0–0 | 0–2 |     | 1–1 | 1–0 | 1–2 | 2–1 | 2–1 | 2–1 |
| Alcanenense               | 0–2 | 1–0 | 2–0 | 0–1 |     | 2–0 | 2–0 | 0–2 | 4–3 | 2–0 |
| Naval 1º de Maio          | 0–1 | 2–0 | 1–1 | 2–1 | 0–0 |     | 1–0 | 4–1 | 1–2 | 2–1 |
| Sertanense                | 0–1 | 1–1 | 1–2 | 5–2 | 2–0 | 0–0 |     | 1–2 | 1–1 | 1–0 |
| Vitória de Sernache       | 0–2 | 0–0 | 0–0 | 1–2 | 0–0 | 2–0 | 0–2 |     | 0–0 | 2–0 |
| Águias do Moradal         | 0–1 | 0–1 | 1–1 | 0–2 | 1–1 | 0–0 | 2–2 | 4–2 |     | 0–1 |
| Crato                     | 0–1 | 0–0 | 0–4 | 0–1 | 1–2 | 1–0 | 1–1 | 1–1 | 1–2 |     |

Última atualização em 12 Fevereiro 2016.
Fonte: [carece de fontes?]
1O time da casa (mandante) está listado na coluna da esquerda.
Cores:      Azul = time da casa vence;      Amarelo = empate;      Vermelho = time visitante vence.

### Série G
| #  | Equipa               | J  | V  | E | D  | GP | GC | SG  | Pts | Classificação   |
| -- | -------------------- | -- | -- | - | -- | -- | -- | --- | --- | --------------- |
| 1  | Casa Pia (A)         | 18 | 10 | 5 | 3  | 28 | 12 | +16 | 35  | Fase Promoção   |
| 2  | 1º de Dezembro (A)   | 18 | 8  | 9 | 1  | 23 | 8  | +15 | 33  | Fase Promoção   |
| 3  | Loures               | 18 | 9  | 5 | 4  | 16 | 15 | +1  | 32  | Fase Manutenção |
| 4  | Real Sport Clube     | 18 | 9  | 3 | 6  | 24 | 23 | +1  | 30  | Fase Manutenção |
| 5  | Sintrense            | 18 | 8  | 4 | 6  | 22 | 21 | +1  | 28  | Fase Manutenção |
| 6  | Atlético da Malveira | 18 | 8  | 4 | 6  | 24 | 21 | +3  | 28  | Fase Manutenção |
| 7  | Torreense            | 18 | 7  | 5 | 6  | 20 | 14 | +6  | 26  | Fase Manutenção |
| 8  | Sacavenense          | 18 | 3  | 7 | 8  | 21 | 27 | −6  | 16  | Fase Manutenção |
| 9  | Coruchense           | 18 | 3  | 3 | 12 | 18 | 31 | −13 | 12  | Fase Manutenção |
| 10 | Eléctrico            | 18 | 2  | 1 | 15 | 9  | 33 | −24 | 7   | Fase Manutenção |

Última atualização em 23 Janeiro 2016
Fonte: [carece de fontes?]
Regras para classificação: 1º pontos; 2º saldo de gols; 3º gols pró.
(C) = Campeão; (R) = Rebaixado; (P) = Promovido; (O) = Vencedor do play-off; (A) = Classificado para a próxima fase. 
Somente aplicável se a temporada não tiver terminado: 
(Q) = Classificado para a fase do torneio indicada; (TQ) = Classificado para o torneio, mas não para a fase indicada; (DQ) = Desclassificado do torneio.

|                   | CAS | DEZ | LOU | REA | SIN | MAL | TOR | SAC | COR | ELE |
| ----------------- | --- | --- | --- | --- | --- | --- | --- | --- | --- | --- |
| Casa Pia          |     | 0–0 | 1–1 | 4–0 | 0–1 | 3–0 | 1–1 | 2–0 | 2–2 | 3–0 |
| 1º Dezembro       | 0–2 |     | 0–0 | 1–0 | 2–1 | 1–1 | 3–0 | 0–0 | 4–0 | 3–1 |
| Loures            | 2–1 | 0–0 |     | 0–2 | 2–1 | 1–0 | 0–0 | 2–1 | 1–3 | 2–1 |
| Real              | 2–0 | 1–3 | 0–1 |     | 2–2 | 2–1 | 1–0 | 3–1 | 2–0 | 1–0 |
| Sintrense         | 1–1 | 0–2 | 0–1 | 2–2 |     | 2–0 | 2–1 | 2–2 | 1–0 | 2–0 |
| Atlético Malveira | 0–1 | 0–0 | 1–0 | 3–1 | 1–0 |     | 0–1 | 1–1 | 2–1 | 5–2 |
| Torreense         | 0–1 | 0–0 | 0–0 | 3–0 | 3–0 | 3–4 |     | 2–0 | 3–0 | 2–0 |
| Sacavanense       | 1–2 | 1–1 | 3–0 | 2–2 | 0–1 | 1–1 | 2–0 |     | 3–2 | 1–1 |
| Coruchense        | 1–2 | 1–1 | 1–2 | 0–1 | 1–2 | 1–2 | 0–0 | 4–2 |     | 1–0 |
| Elétrico          | 0–2 | 0–3 | 0–1 | 1–2 | 1–2 | 0–2 | 0–1 | 1–0 | 1–0 |     |

Última atualização em 13 Fevereiro 2016.
Fonte: [carece de fontes?]
1O time da casa (mandante) está listado na coluna da esquerda.
Cores:      Azul = time da casa vence;      Amarelo = empate;      Vermelho = time visitante vence.

### Série H
| #  | Equipa                | J  | V  | E | D | GP | GC | SG  | Pts | Classificação   |
| -- | --------------------- | -- | -- | - | - | -- | -- | --- | --- | --------------- |
| 1  | Cova da Piedade (A)   | 18 | 10 | 5 | 3 | 26 | 13 | +13 | 35  | Fase Promoção   |
| 2  | Moura AC (A)          | 18 | 8  | 5 | 5 | 25 | 17 | +8  | 29  | Fase Promoção   |
| 3  | Atlético de Reguengos | 18 | 8  | 4 | 6 | 19 | 19 | 0   | 28  | Fase Manutenção |
| 4  | Barreirense           | 18 | 6  | 7 | 5 | 25 | 20 | +5  | 25  | Fase Manutenção |
| 5  | Lusitano VRSA         | 18 | 7  | 3 | 8 | 21 | 23 | −2  | 24  | Fase Manutenção |
| 6  | Louletano             | 18 | 7  | 2 | 9 | 26 | 25 | +1  | 23  | Fase Manutenção |
| 7  | Almancilense          | 18 | 5  | 7 | 6 | 16 | 25 | −9  | 22  | Fase Manutenção |
| 8  | Juventude de Évora    | 18 | 4  | 8 | 6 | 21 | 28 | −7  | 20  | Fase Manutenção |
| 9  | Castrense             | 18 | 4  | 7 | 7 | 20 | 25 | −5  | 19  | Fase Manutenção |
| 10 | Pinhalnovense         | 18 | 4  | 6 | 8 | 20 | 24 | −4  | 18  | Fase Manutenção |

Última atualização em 23 Janeiro 2016
Fonte: [carece de fontes?]
Regras para classificação: 1º pontos; 2º saldo de gols; 3º gols pró.
(C) = Campeão; (R) = Rebaixado; (P) = Promovido; (O) = Vencedor do play-off; (A) = Classificado para a próxima fase. 
Somente aplicável se a temporada não tiver terminado: 
(Q) = Classificado para a fase do torneio indicada; (TQ) = Classificado para o torneio, mas não para a fase indicada; (DQ) = Desclassificado do torneio.

|                       | COV | MOU | ATL | BAR | LUS | LOU | ALM | JUV | CAS | PIN |
| --------------------- | --- | --- | --- | --- | --- | --- | --- | --- | --- | --- |
| Cova da Piedade       |     | 1–0 | 0–0 | 3–1 | 2–2 | 1–0 | 1–2 | 2–0 | 0–0 | 1–0 |
| Moura AC              | 1–0 |     | 1–2 | 0–0 | 1–0 | 4–2 | 2–0 | 1–1 | 2–1 | 2–1 |
| Atlético de Reguengos | 0–2 | 1–0 |     | 3–1 | 1–4 | 1–0 | 0–1 | 2–2 | 2–0 | 2–1 |
| Barreirense           | 0–2 | 0–0 | 1–1 |     | 2–0 | 2–0 | 5–0 | 2–2 | 2–2 | 3–1 |
| Lusitano VRSA         | 0–2 | 1–6 | 0–0 | 0–1 |     | 1–1 | 1–0 | 2–0 | 4–1 | 0–1 |
| Louletano             | 0–1 | 2–0 | 2–0 | 2–1 | 0–1 |     | 2–0 | 2–3 | 1–2 | 1–0 |
| Almancilense          | 2–2 | 1–0 | 2–1 | 1–1 | 1–2 | 4–3 |     | 1–1 | 0–0 | 0–0 |
| Juventude de Évora    | 2–2 | 1–1 | 1–2 | 1–0 | 2–1 | 0–3 | 0–0 |     | 1–1 | 3–1 |
| Castrense             | 1–0 | 2–3 | 0–1 | 1–2 | 2–0 | 2–3 | 1–1 | 2–1 |     | 0–0 |
| Pinhalnovense         | 2–4 | 1–1 | 1–0 | 1–1 | 0–2 | 2–2 | 3–0 | 3–0 | 2–2 |     |

Última atualização em 14 Fevereiro 2016.
Fonte: [carece de fontes?]
1O time da casa (mandante) está listado na coluna da esquerda.
Cores:      Azul = time da casa vence;      Amarelo = empate;      Vermelho = time visitante vence.

## 2ª Fase

### Promoção

#### Zona Norte
| # | Equipa        | J  | V | E | D | GP | GC | SG  | Pts | Classificação                    |
| - | ------------- | -- | - | - | - | -- | -- | --- | --- | -------------------------------- |
| 1 | Vizela (P)    | 14 | 9 | 4 | 1 | 20 | 11 | +9  | 31  | Promovido à Segunda Liga 2016-17 |
| 2 | Fafe (P)      | 14 | 8 | 6 | 0 | 16 | 5  | +11 | 30  | Playoff 3º lugar                 |
| 3 | Bragança      | 14 | 7 | 2 | 5 | 19 | 16 | +3  | 23  |                                  |
| 4 | Estarreja     | 14 | 5 | 4 | 5 | 14 | 14 | 0   | 19  |                                  |
| 5 | Vilaverdense  | 14 | 4 | 4 | 6 | 14 | 17 | −3  | 16  |                                  |
| 6 | Gondomar      | 14 | 4 | 2 | 8 | 14 | 22 | −8  | 14  |                                  |
| 7 | Anadia        | 14 | 3 | 3 | 8 | 12 | 18 | −6  | 12  |                                  |
| 8 | Pedras Rubras | 14 | 1 | 5 | 8 | 11 | 17 | −6  | 8   |                                  |

Última atualização em 15 Maio 2016
Fonte: [carece de fontes?]
Regras para classificação: 1º pontos; 2º saldo de gols; 3º gols pró.
(C) = Campeão; (R) = Rebaixado; (P) = Promovido; (O) = Vencedor do play-off; (A) = Classificado para a próxima fase. 
Somente aplicável se a temporada não tiver terminado: 
(Q) = Classificado para a fase do torneio indicada; (TQ) = Classificado para o torneio, mas não para a fase indicada; (DQ) = Desclassificado do torneio.

|               | VIZ | FAF | BRA | EST | VIL | GON | ANA | PED |
| ------------- | --- | --- | --- | --- | --- | --- | --- | --- |
| Vizela        |     | 0–2 | 2–1 | 1–0 | 1–0 | 2–1 | 1–1 | 1–0 |
| Fafe          | 1–1 |     | 2–1 | 2–0 | 0–0 | 0–0 | 2–1 | 1–0 |
| Bragança      | 0–2 | 0–1 |     | 1–1 | 2–1 | 0–1 | 2–0 | 1–0 |
| Estarreja     | 0–1 | 0–0 | 1–3 |     | 2–1 | 2–1 | 1–0 | 2–0 |
| Vilaverdense  | 2–2 | 0–0 | 0–1 | 2–1 |     | 3–0 | 1–0 | 1–1 |
| Gondomar      | 1–3 | 1–2 | 2–2 | 1–3 | 2–0 |     | 0–1 | 1–0 |
| Anadia        | 2–3 | 0–2 | 1–2 | 0–0 | 2–3 | 2–0 |     | 1–1 |
| Pedras Rubras | 0–0 | 1–1 | 2–3 | 1–1 | 3–0 | 2–3 | 0–1 |     |

Última atualização em 31 Julho 2016.
Fonte: [carece de fontes?]
1O time da casa (mandante) está listado na coluna da esquerda.
Cores:      Azul = time da casa vence;      Amarelo = empate;      Vermelho = time visitante vence.

#### Zona Sul
| # | Equipa                    | J  | V | E | D | GP | GC | SG  | Pts | Classificação                    |
| - | ------------------------- | -- | - | - | - | -- | -- | --- | --- | -------------------------------- |
| 1 | Cova da Piedade (C) (P)   | 14 | 8 | 3 | 3 | 21 | 14 | +7  | 27  | Promovido à Segunda Liga 2016-17 |
| 2 | Casa Pia                  | 14 | 6 | 5 | 3 | 19 | 11 | +8  | 23  | Playoff 3ºLugar                  |
| 3 | Benfica de Castelo Branco | 14 | 5 | 7 | 2 | 19 | 10 | +9  | 22  |                                  |
| 4 | Praiense                  | 14 | 6 | 3 | 5 | 21 | 23 | −2  | 21  |                                  |
| 5 | União de Leiria           | 14 | 5 | 6 | 3 | 23 | 15 | +8  | 21  |                                  |
| 6 | 1º de Dezembro            | 14 | 6 | 1 | 7 | 12 | 19 | −7  | 19  |                                  |
| 7 | Angrense                  | 14 | 3 | 2 | 9 | 13 | 26 | −13 | 11  |                                  |
| 8 | Moura AC                  | 14 | 2 | 3 | 9 | 12 | 22 | −10 | 9   |                                  |

Última atualização em 15 Maio 2016
Fonte: [carece de fontes?]
Regras para classificação: 1º pontos; 2º saldo de gols; 3º gols pró.
(C) = Campeão; (R) = Rebaixado; (P) = Promovido; (O) = Vencedor do play-off; (A) = Classificado para a próxima fase. 
Somente aplicável se a temporada não tiver terminado: 
(Q) = Classificado para a fase do torneio indicada; (TQ) = Classificado para o torneio, mas não para a fase indicada; (DQ) = Desclassificado do torneio.

|                   | COV | CAS | BCB | PRA | UNI | DEZ | ANG | MOU |
| ----------------- | --- | --- | --- | --- | --- | --- | --- | --- |
| Cova da Piedade   |     | 2–0 | 2–0 | 2–4 | 1–1 | 2–0 | 2–1 | 2–1 |
| Casa Pia          | 1–0 |     | 1–1 | 5–0 | 2–2 | 3–0 | 1–0 | 2–1 |
| B. Castelo Branco | 1–0 | 1–1 |     | 2–2 | 0–0 | 1–2 | 2–0 | 6–1 |
| Praiense          | 1–2 | 1–0 | 1–1 |     | 1–0 | 1–2 | 0–1 | 3–1 |
| U. Leiria         | 1–1 | 1–1 | 0–1 | 2–2 |     | 1–2 | 4–1 | 3–1 |
| 1º Dezembro       | 0–1 | 0–1 | 0–3 | 1–3 | 0–2 |     | 2–1 | 1–0 |
| Angrense          | 2–2 | 2–1 | 0–0 | 4–1 | 1–4 | 0–2 |     | 0–3 |
| Moura             | 1–2 | 0–0 | 0–0 | 0–1 | 1–2 | 0–0 | 2–0 |     |

Última atualização em 8 Julho 2018.
Fonte: [carece de fontes?]
1O time da casa (mandante) está listado na coluna da esquerda.
Cores:      Azul = time da casa vence;      Amarelo = empate;      Vermelho = time visitante vence.

### Play-off Promoção

#### Primeira mão
| 29 de Maio de 2016 | Casa Pia | 0 – 1  | Fafe                | Estádio Pina Manique, Lisboa |  |
| 14:00              |          | Report | Landinho 76' (pen.) |                              |  |

#### Segunda mão
| 4 de Junho de 2016 | Fafe | 0 – 0  | Casa Pia | Parque Municipal dos Desportos de Fafe, Fafe |  |
| 14:00              |      | Report |          |                                              |  |

### Apuramento de Campeão
| 5 de Junho de 2016 | Vizela | 0 – 0 (0 – 2 pen.) | Cova da Piedade | Estádio Municipal de Abrantes, Abrantes |  |
| 15:00              |        | Report             |                 | Árbitro: José Laranjeira                |  |

### Manutenção

#### Série A
| # | Equipa          | J  | V  | E | D | GP | GC | SG  | Pts | Classificação             |
| - | --------------- | -- | -- | - | - | -- | -- | --- | --- | ------------------------- |
| 1 | Marítimo B      | 14 | 10 | 3 | 1 | 29 | 10 | +19 | 46  |                           |
| 2 | Pedras Salgadas | 14 | 4  | 5 | 5 | 18 | 21 | −3  | 33  |                           |
| 3 | Mirandela       | 14 | 4  | 6 | 4 | 9  | 9  | 0   | 33  |                           |
| 4 | Limianos        | 14 | 4  | 4 | 6 | 16 | 18 | −2  | 30  |                           |
| 5 | Camacha         | 14 | 4  | 6 | 4 | 16 | 16 | 0   | 28  |                           |
| 6 | Vianense (R)    | 14 | 5  | 3 | 6 | 13 | 15 | −2  | 27  | Play-out                  |
| 7 | Neves (R)       | 14 | 6  | 4 | 4 | 20 | 16 | +4  | 27  | Rebaixado para Distritais |
| 8 | Argozelo (R)    | 14 | 2  | 3 | 9 | 12 | 27 | −15 | 17  | Rebaixado para Distritais |

Última atualização em 15 Maio 2016
Fonte: [carece de fontes?]
Regras para classificação: 1º pontos; 2º saldo de gols; 3º gols pró.
(C) = Campeão; (R) = Rebaixado; (P) = Promovido; (O) = Vencedor do play-off; (A) = Classificado para a próxima fase. 
Somente aplicável se a temporada não tiver terminado: 
(Q) = Classificado para a fase do torneio indicada; (TQ) = Classificado para o torneio, mas não para a fase indicada; (DQ) = Desclassificado do torneio.

|                    | MAR | PED | MIR | LIM | CAM | VIA | NEV | ARG |
| ------------------ | --- | --- | --- | --- | --- | --- | --- | --- |
| Marítimo B         |     | 4–1 | 2–0 | 2–0 | 2–0 | 3–2 | 2–1 | 6–1 |
| J. Pedras Salgadas | 1–0 |     | 1–0 | 0–0 | 0–0 | 2–1 | 1–3 | 2–3 |
| Mirandela          | 0–1 | 0–0 |     | 2–1 | 1–1 | 1–0 | 0–0 | 0–0 |
| Limianos           | 0–1 | 4–4 | 0–2 |     | 1–0 | 1–0 | 2–1 | 0–0 |
| Camacha            | 3–3 | 1–1 | 0–0 | 2–1 |     | 1–0 | 1–1 | 2–1 |
| Vianense           | 0–0 | 2–1 | 0–0 | 0–3 | 1–0 |     | 0–0 | 2–1 |
| Neves              | 0–2 | 2–1 | 2–0 | 1–1 | 3–2 | 2–4 |     | 3–0 |
| Minas Argozelo     | 1–1 | 1–3 | 1–3 | 3–2 | 1–3 | 0–1 | 0–1 |     |

Última atualização em 8 Julho 2018.
Fonte: [carece de fontes?]
1O time da casa (mandante) está listado na coluna da esquerda.
Cores:      Azul = time da casa vence;      Amarelo = empate;      Vermelho = time visitante vence.

#### Série B
| # | Equipa           | J  | V | E | D | GP | GC | SG  | Pts | Classificação             |
| - | ---------------- | -- | - | - | - | -- | -- | --- | --- | ------------------------- |
| 1 | AD Oliveirense   | 14 | 7 | 5 | 2 | 18 | 10 | +8  | 42  |                           |
| 2 | União Torcatense | 14 | 6 | 6 | 2 | 19 | 13 | +6  | 34  |                           |
| 3 | São Martinho     | 14 | 6 | 4 | 4 | 23 | 18 | +5  | 34  |                           |
| 4 | Felgueiras 1932  | 14 | 3 | 7 | 4 | 12 | 16 | −4  | 29  |                           |
| 5 | Trofense         | 14 | 2 | 8 | 4 | 17 | 23 | −6  | 27  |                           |
| 6 | Arões (R)        | 14 | 5 | 3 | 6 | 19 | 20 | −1  | 27  | Play-out                  |
| 7 | Varzim B (R)     | 14 | 5 | 3 | 6 | 20 | 18 | +2  | 25  | Rebaixado para Distritais |
| 8 | Mondinense (R)   | 14 | 3 | 2 | 9 | 16 | 26 | −10 | 20  | Rebaixado para Distritais |

Última atualização em 15 Maio 2016
Fonte: [carece de fontes?]
Regras para classificação: 1º pontos; 2º saldo de gols; 3º gols pró.
(C) = Campeão; (R) = Rebaixado; (P) = Promovido; (O) = Vencedor do play-off; (A) = Classificado para a próxima fase. 
Somente aplicável se a temporada não tiver terminado: 
(Q) = Classificado para a fase do torneio indicada; (TQ) = Classificado para o torneio, mas não para a fase indicada; (DQ) = Desclassificado do torneio.

#### Série C
| # | Equipa        | J  | V | E | D  | GP | GC | SG  | Pts | Classificação             |
| - | ------------- | -- | - | - | -- | -- | -- | --- | --- | ------------------------- |
| 1 | Salgueiros 08 | 14 | 7 | 5 | 2  | 16 | 6  | +10 | 42  |                           |
| 2 | Sousense      | 14 | 7 | 3 | 4  | 19 | 17 | +2  | 33  |                           |
| 3 | Cinfães       | 14 | 5 | 4 | 5  | 14 | 9  | +5  | 33  |                           |
| 4 | Amarante      | 14 | 5 | 6 | 3  | 14 | 11 | +3  | 32  |                           |
| 5 | Coimbrões     | 14 | 5 | 6 | 3  | 17 | 14 | +3  | 30  |                           |
| 6 | Vila Real (R) | 14 | 5 | 1 | 8  | 19 | 28 | −9  | 30  | Play-out                  |
| 7 | Tirsense (R)  | 14 | 4 | 6 | 4  | 14 | 15 | −1  | 28  | Rebaixado para Distritais |
| 8 | Sobrado (R)   | 14 | 2 | 1 | 11 | 11 | 24 | −13 | 16  | Rebaixado para Distritais |

Última atualização em 15 Maio 2016
Fonte: [carece de fontes?]
Regras para classificação: 1º pontos; 2º saldo de gols; 3º gols pró.
(C) = Campeão; (R) = Rebaixado; (P) = Promovido; (O) = Vencedor do play-off; (A) = Classificado para a próxima fase. 
Somente aplicável se a temporada não tiver terminado: 
(Q) = Classificado para a fase do torneio indicada; (TQ) = Classificado para o torneio, mas não para a fase indicada; (DQ) = Desclassificado do torneio.

#### Série D
| # | Equipa                   | J  | V | E | D | GP | GC | SG  | Pts | Classificação             |
| - | ------------------------ | -- | - | - | - | -- | -- | --- | --- | ------------------------- |
| 1 | Sanjoanense              | 14 | 9 | 4 | 1 | 27 | 11 | +16 | 46  |                           |
| 2 | Cesarense                | 14 | 8 | 3 | 3 | 20 | 14 | +6  | 38  |                           |
| 3 | Lusitano de Vildemoinhos | 14 | 5 | 4 | 5 | 16 | 10 | +6  | 34  |                           |
| 4 | Mortágua                 | 14 | 6 | 1 | 7 | 13 | 16 | −3  | 29  |                           |
| 5 | Gafanha                  | 14 | 5 | 4 | 5 | 14 | 17 | −3  | 27  |                           |
| 6 | Lusitânia Lourosa (R)    | 14 | 4 | 5 | 5 | 13 | 16 | −3  | 27  | Play-out                  |
| 7 | Oliveira de Frades (R)   | 14 | 3 | 3 | 8 | 15 | 22 | −7  | 22  | Rebaixado para Distritais |
| 8 | Bustelo (R)              | 14 | 3 | 2 | 9 | 10 | 22 | −12 | 18  | Rebaixado para Distritais |

Última atualização em 15 Maio 2016
Fonte: [carece de fontes?]
Regras para classificação: 1º pontos; 2º saldo de gols; 3º gols pró.
(C) = Campeão; (R) = Rebaixado; (P) = Promovido; (O) = Vencedor do play-off; (A) = Classificado para a próxima fase. 
Somente aplicável se a temporada não tiver terminado: 
(Q) = Classificado para a fase do torneio indicada; (TQ) = Classificado para o torneio, mas não para a fase indicada; (DQ) = Desclassificado do torneio.

#### Série E
| # | Equipa                   | J  | V | E | D | GP | GC | SG  | Pts | Classificação             |
| - | ------------------------ | -- | - | - | - | -- | -- | --- | --- | ------------------------- |
| 1 | Operário                 | 14 | 9 | 2 | 3 | 23 | 10 | +13 | 44  |                           |
| 2 | Sporting Ideal           | 14 | 6 | 2 | 6 | 17 | 13 | +4  | 33  |                           |
| 3 | Académica – S. Futebol   | 14 | 7 | 2 | 5 | 19 | 19 | 0   | 32  |                           |
| 4 | Pampilhosa               | 14 | 6 | 2 | 6 | 19 | 19 | 0   | 31  |                           |
| 5 | Tourizense               | 14 | 5 | 6 | 3 | 13 | 11 | +2  | 31  |                           |
| 6 | Nogueirense              | 14 | 5 | 1 | 8 | 20 | 24 | −4  | 31  | Play-out                  |
| 7 | Oliveira do Hospital (R) | 14 | 4 | 3 | 7 | 13 | 21 | −8  | 27  | Rebaixado para Distritais |
| 8 | SC Sabugal (R)           | 14 | 4 | 2 | 8 | 15 | 22 | −7  | 23  | Rebaixado para Distritais |

Última atualização em 15 Maio 2016
Fonte: [carece de fontes?]
Regras para classificação: 1º pontos; 2º saldo de gols; 3º gols pró.
(C) = Campeão; (R) = Rebaixado; (P) = Promovido; (O) = Vencedor do play-off; (A) = Classificado para a próxima fase. 
Somente aplicável se a temporada não tiver terminado: 
(Q) = Classificado para a fase do torneio indicada; (TQ) = Classificado para o torneio, mas não para a fase indicada; (DQ) = Desclassificado do torneio.

#### Série F
| # | Equipa                | J  | V | E | D | GP | GC | SG  | Pts | Classificação             |
| - | --------------------- | -- | - | - | - | -- | -- | --- | --- | ------------------------- |
| 1 | Alcanenense           | 14 | 8 | 5 | 1 | 17 | 6  | +11 | 42  |                           |
| 2 | Caldas                | 14 | 7 | 5 | 2 | 21 | 12 | +9  | 42  |                           |
| 3 | Vitória de Sernache   | 14 | 5 | 4 | 5 | 14 | 17 | −3  | 29  |                           |
| 4 | Sertanense            | 14 | 4 | 6 | 4 | 19 | 14 | +5  | 28  |                           |
| 5 | Naval 1º de Maio      | 14 | 4 | 5 | 5 | 20 | 24 | −4  | 28  |                           |
| 6 | Águias do Moradal (R) | 14 | 3 | 7 | 4 | 13 | 16 | −3  | 24  | Play-out                  |
| 7 | Peniche (R)           | 14 | 2 | 4 | 8 | 10 | 22 | −12 | 23  | Rebaixado para Distritais |
| 8 | Crato (R)             | 14 | 4 | 2 | 8 | 15 | 18 | −3  | 19  | Rebaixado para Distritais |

Última atualização em 15 Maio 2016
Fonte: [carece de fontes?]
Regras para classificação: 1º pontos; 2º saldo de gols; 3º gols pró.
(C) = Campeão; (R) = Rebaixado; (P) = Promovido; (O) = Vencedor do play-off; (A) = Classificado para a próxima fase. 
Somente aplicável se a temporada não tiver terminado: 
(Q) = Classificado para a fase do torneio indicada; (TQ) = Classificado para o torneio, mas não para a fase indicada; (DQ) = Desclassificado do torneio.

#### Série G
| # | Equipa               | J  | V | E | D | GP | GC | SG  | Pts | Classificação             |
| - | -------------------- | -- | - | - | - | -- | -- | --- | --- | ------------------------- |
| 1 | Sintrense            | 14 | 6 | 6 | 2 | 21 | 14 | +7  | 38  |                           |
| 2 | Atlético da Malveira | 14 | 6 | 5 | 3 | 11 | 10 | +1  | 37  |                           |
| 3 | Loures               | 14 | 6 | 3 | 5 | 19 | 17 | +2  | 37  |                           |
| 4 | Real Sport Clube     | 14 | 5 | 4 | 5 | 16 | 13 | +3  | 34  |                           |
| 5 | Torreense            | 14 | 3 | 7 | 4 | 11 | 12 | −1  | 29  |                           |
| 6 | Sacavenense          | 14 | 4 | 7 | 3 | 11 | 11 | 0   | 27  | Play-out                  |
| 7 | Eléctrico (R)        | 14 | 3 | 6 | 5 | 9  | 10 | −1  | 19  | Rebaixado para Distritais |
| 8 | Coruchense (R)       | 14 | 2 | 4 | 8 | 9  | 20 | −11 | 16  | Rebaixado para Distritais |

Última atualização em 15 Maio 2016
Fonte: [carece de fontes?]
Regras para classificação: 1º pontos; 2º saldo de gols; 3º gols pró.
(C) = Campeão; (R) = Rebaixado; (P) = Promovido; (O) = Vencedor do play-off; (A) = Classificado para a próxima fase. 
Somente aplicável se a temporada não tiver terminado: 
(Q) = Classificado para a fase do torneio indicada; (TQ) = Classificado para o torneio, mas não para a fase indicada; (DQ) = Desclassificado do torneio.

#### Série H
| # | Equipa                    | J  | V  | E | D | GP | GC | SG  | Pts | Classificação             |
| - | ------------------------- | -- | -- | - | - | -- | -- | --- | --- | ------------------------- |
| 1 | Almancilense              | 14 | 10 | 3 | 1 | 28 | 14 | +14 | 44  |                           |
| 2 | Barreirense               | 14 | 5  | 5 | 4 | 14 | 14 | 0   | 33  |                           |
| 3 | Lusitano VRSA             | 14 | 6  | 1 | 7 | 23 | 21 | +2  | 31  |                           |
| 4 | Pinhalnovense             | 14 | 6  | 4 | 4 | 20 | 16 | +4  | 31  |                           |
| 5 | Louletano                 | 14 | 5  | 4 | 5 | 15 | 17 | −2  | 31  |                           |
| 6 | Atlético de Reguengos (R) | 14 | 3  | 5 | 6 | 14 | 17 | −3  | 28  | Play-out                  |
| 7 | Castrense (R)             | 14 | 2  | 7 | 5 | 15 | 19 | −4  | 23  | Rebaixado para Distritais |
| 8 | Juventude de Évora (R)    | 14 | 2  | 5 | 7 | 16 | 27 | −11 | 21  | Rebaixado para Distritais |

Última atualização em 15 Maio 2016
Fonte: [carece de fontes?]
Regras para classificação: 1º pontos; 2º saldo de gols; 3º gols pró.
(C) = Campeão; (R) = Rebaixado; (P) = Promovido; (O) = Vencedor do play-off; (A) = Classificado para a próxima fase. 
Somente aplicável se a temporada não tiver terminado: 
(Q) = Classificado para a fase do torneio indicada; (TQ) = Classificado para o torneio, mas não para a fase indicada; (DQ) = Desclassificado do torneio.

### Play-out de Manutenção

#### Play-off
| 21 de Maio de 2016 | Vianense | 0 – 0  | Águias do Moradal | Dr. José de Matos, Viana do Castelo |  |
| 17:00              |          | Report |                   | Árbitro: António Moreira            |  |

| 21 de Maio de 2016 | Nogueirense                              | 2 – 0  | Atlético de Reguengos | Estádio de Santo António, Nogueira do Cravo |  |
| 17:00              | Bernardo Abrantes 5' · Toni Loureiro 83' | Report |                       | Árbitro: Cláudio Pereira                    |  |

| 21 de Maio de 2016 | Vila Real                         | 2 – 1  | Arões           | Complexo Desportivo Monte da Forca, Vila Real |  |
| 17:00              | Pipo 1' (pen.) · George Ofosu 80' | Report | Pedro Silva 68' | Árbitro: Humberto Teixeira                    |  |

| 21 de Maio de 2016 | Lusitânia Lourosa | 1 – 1  | Sacavenense      | Estádio do Lusitânia de Lourosa FC, Lourosa |  |
| 17:00              | António Alves 26' | Report | Léo Mofreita 22' | Árbitro: António Nobre                      |  |

| 29 de Maio de 2016 | Águias do Moradal                                                           | 5 – 2  | Vianense              | Estádio do Ventoso, Estreito |  |
| 17:00              | Henrique Pinto 39' 86' · Armando Freitas 52' (pen.) · Fábio Mariano 77' 88' | Report | Ruca Ferreira 30' 80' | Árbitro: Fernando Lopes      |  |

| 29 de Maio de 2016 | Atlético de Reguengos                           | 2 – 2  | Nogueirense                                    | Campo Virgílio Durão, Reguengos de Monsaraz |  |
| 17:00              | Wilson Gonçalves 36' (pen.) · Kaly 90+2' (pen.) | Report | Gilberto Barbosa 51' · Bernardo Abrantes 90+5' | Árbitro: Bruno Vieira                       |  |

| 29 de Maio de 2016 | Arões                                                | 3 – 1  | Vila Real   | Parque Desportivo Centro Formação Juventude de Arões, Arões |  |
| 17:00              | Bruno Barbosa 5' · Miguel Ribeiro 33' · Zé Pedro 89' | Report | Djo Djo 13' | Árbitro: Hugo Pacheco                                       |  |

| 29 de Maio de 2016 | Sacavenense                                   | 2 – 1 (a.p.) | Lusitânia Lourosa | Campo do Sacavanense, Sacavém |  |
| 17:00              | Ricardo Santos 66' (pen.) · Léo Mofreita 109' | Report       | Pedro Silva 38'   | Árbitro: Nuno Alvo            |  |

#### Play-off 2ª Ronda
| 4 de Junho de 2016 | Sacavenense | 0 – 0  | Águias do Moradal | Campo do Sacavanense, Sacavém |  |
| 17:00              |             | Report |                   | Árbitro: André Gralha         |  |

| 4 de Junho de 2016 | Arões             | 1 – 1  | Nogueirense       | Parque Desportivo Centro Formação Juventude de Arões, Arões |  |
| 17:00              | Bruno Barbosa 53' | Report | Toni Loureiro 88' | Árbitro: Hugo Silva                                         |  |

| 10 de Junho de 2016 | Águias do Moradal | 0 – 3  | Sacavenense                                 | Estádio do Ventoso, Estreito |  |
| 17:00               |                   | Report | Léo Mofreita 35' · Cláudio Oliveira 45' 77' | Árbitro: Nuno Alvo           |  |

| 10 de Junho de 2016 | Nogueirense | 0 – 0 (5 – 4 pen.) | Arões | Estádio de Santo António, Nogueira do Cravo |  |
| 17:00               |             | Report             |       |                                             |  |